# テツオ・ナジタ
テツオ・ナジタ（Tetsuo Najita、日本語: 奈地田 哲夫、1936年3月30日 - 2021年1月11日）は、アメリカ合衆国の歴史学者。シカゴ大学ロバート・インガソル記念講座名誉教授。専門は日本思想史。

## 経歴
ハワイ出身の日系人（二世）。両親は広島県出身。グリネル大学を卒業。ハーバード大学大学院修士課程・博士課程を経て、1965年に政友会の研究で博士（東アジア研究）の学位を取得。
卒業後はカールトン・カレッジ講師、ウィスコンシン州立大学講師などを経て、1969年よりシカゴ大学歴史学部で教鞭をとった。1993年、アメリカ芸術科学アカデミーの会員に選ばれた。米国のアジア研究協会の会長も務めた。2021年1月11日、病のためハワイの自宅にて逝去。

## 業績
江戸時代の日本思想史研究で知られ、同僚のハリー・ハルトゥーニアンやシカゴ大出身のヴィクター・コシュマンなどとこの分野における「シカゴ学派」を形成したことで知られる。

## 著書

### 単著
- Hara Kei in the Politics of Compromise, 1905-1915  (Harvard University Press, 1967).

『原敬――政治技術の巨匠』（安田志郎訳、読売新聞社〈読売選書〉、1974年）
- Japan: the Intellectual Foundations of Modern Japanese Politics (Prentice-Hall, 1974).
- 『明治維新の遺産――近代日本の政治抗争と知的緊張』（坂野潤治訳、中央公論社〈中公新書〉、1979年／講談社学術文庫、2013年）ISBN 978-4-06-292186-2
- Visions of Virtue in Tokugawa Japan: the Kaitokudo Merchant Academy of Osaka (University of Chicago Press, 1987).

『懐徳堂――18世紀日本の「徳」の諸相』（子安宣邦訳、岩波書店、1992年）
- 『Doing思想史』（平野克弥・三橋修・笠井昭文・沢田博編訳、みすず書房、2008年）
- Ordinary Economies in Japan: a Historical Perspective, 1750-1950 (University of California Press, 2009).

『相互扶助の経済』（五十嵐暁郎監訳・福井昌子訳、みすず書房、2015年）

### 共著
- （ピーター・ドウス、バーナード・S・シルバーマン）『アメリカ人の吉野作造論』（宮本盛太郎・大塚健洋・関静雄訳、風行社、1992年）

### 編著
- Tokugawa Political Writings, (Cambridge University Press, 1998).

### 共編著
- Japanese Thought in the Tokugawa Period, 1600-1868: Methods and Metaphors, co-edited with Irwin Scheiner, (University of Chicago Press, 1978).
- Conflict in Modern Japanese History: the Neglected Tradition, co-edited with J. Victor Koschmann, (Princeton University Press, 1982).
- （前田愛・神島二郎）『戦後日本の精神史――その再検討』（岩波書店、1988年、新版「岩波モダンクラシックス」、2001年）